# Roc Civader
El Roc Civader és una muntanya de 773 metres que es troba al municipi de la Jonquera, a la comarca catalana de l'Alt Empordà.